# Cynthia Goyette
Cynthia Lee Goyette (Detroit, 13 agosto 1946) è un'ex nuotatrice statunitense.

## Carriera
Assieme alle compagne Cathy Ferguson, Sharon Stouder e Kathleen Ellis ha vinto la medaglia d'oro ai giochi di Tokyo 1964 nella staffetta 4x100 metri misti stabilendo anche il nuovo primato mondiale (4'33"9).

## Palmarès
- Giochi olimpici

Tokyo 1964: oro nella 4x100m misti.
- Giochi panamericani

San Paolo 1963: oro nella 4x100m misti.
Winnipeg 1967: bronzo nei 100m rana.
- Universiade

Tokyo 1967: oro nei 200m rana e 4x100m misti e argento nei 100m rana.